# Зотинкэ, Алекс
Александру Флорин Зотинкэ (рум. Alexandru Florin Zotincă; род. 22 января 1977, Сибиу) — румынский футболист, защитник.

## Биография
Зотинкэ начал свою карьеру в клубе «Интер Сибиу», где играл с 1995 по 1998 год. Затем перешёл в «Стяуа Бухарест», где играл с 1998 по 2000 год.
В 2000 году Зотинкэ выиграл грин-карту в иммиграционной лотерее и уехал из Румынии в США. Проходил просмотры в клубах «Ди Си Юнайтед» и «Чикаго Файр», после чего присоединился к шоубольной команде «Канзас-Сити Аттак», переименованной в 2001 году в «Канзас-Сити Кометс», и играл за неё до апреля 2003 года. По итогам сезона 2000/01 был включён в символическую сборную новичков NPSL. Был отобран на Матч всех звёзд MISL 2003.
14 мая 2003 года Зотинкэ подписал контракт с клубом MLS «Канзас-Сити Уизардс». Дебютировал в MLS в тот же день, отыграв заключительные 15 минут матча против «Нью-Инглэнд Революшн». 21 июня в матче против «Чивас США» забил свой первый гол в MLS. Всего в сезоне 2003 сыграл в 20 матчах и забил один гол, закрепившись на позиции опорного полузащитника. В сезоне 2004 сыграл в 25 матчах, выходя на флангах защиты и полузащиты. В матче за Кубок MLS 2004, в котором «Канзас-Сити Уизардс» уступил «Ди Си Юнайтед», Зотинкэ забил автогол. В сезоне 2005 сыграл в 16 матчах, забил один гол и сделал одну голевую передачу, пропустив два месяца из-за травмы четырёхглавой мышцы. В сезоне 2006 сыграл в 24 матчах, забил один гол и сделал одну голевую передачу.
23 февраля 2007 года Зотинкэ подписал контракт с «Чивас США», спустя два дня после того, как лос-анджелесский клуб выменял права на него у «Канзас-Сити Уизардс» на условный пик Супердрафта MLS 2008. За «Чивас» он дебютировал 7 апреля в матче стартового тура сезона 2007 против «Торонто». Всего в сезоне 2007 сыграл в 22 матчах. В сезоне 2008 сыграл только в четырёх матчах, после того как получил травму передней крестообразной связки правого колена на предсезонной подготовке. 28 ноября 2008 года «Чивас США» отчислил Зотинкэ.
4 июня 2010 года Зотинкэ перезаключил контракт с «Чивас США». По окончании сезона 2010 «Чивас США» отклонил опцию продления контракта Зотинкэ. Он был доступен на Драфте возвращений MLS 2010, но остался невыбранным и стал свободным агентом.
После завершения карьеры игрока Зотинкэ остался в системе «Чивас США», став главным тренером команды до 14 лет в академии клуба. В 2012 году присоединился к тренерскому штабу футбольной команды Колледжа Эрвайн Валли в качестве ассистента главного тренера. Также тренировал клуб «Юнайтед» в Сан-Хуан-Капистрано. В течение восьми лет работал в Федерации футбола США. Работал в департаменте скаутинга «Лос-Анджелес Гэлакси» в качестве менеджера по внутреннему скаутингу. Летом 2023 года вошёл в тренерский штаб футбольной команды Университета Сока в качестве ассистента главного тренера и координатора по рекрутингу.
Его старший брат Дорин также был футболистом.

## Достижения
Командные
 «Стяуа Бухарест»
- Обладатель Кубка Румынии: 1998/1999

 «Газ Метан Медиаш»
- Победитель Дивизиона B: 1999/2000

 «Канзас-Сити Уизардс»
- Обладатель Открытого кубка США: 2004

Личные
- Член символической сборной новичков NPSL: 2000/2001
- Участник Матча всех звёзд MISL: 2003